# Grande moschea di Algeri
Djamaa el Djazair (Moschea di Algeria) è la denominazione ufficiale della grande moschea che si trova nel comune di Mohammadia, nella periferia della capitale Algeri.
Si tratta della più grande moschea del paese, capace di ospitare 120.000 fedeli, la terza al mondo dopo quelle dei luoghi santi (dopo la Masjid al-Haram di La Mecca, che può contenere fino a 820.000 fedeli, e la Moschea del Profeta di Medina, che può contenerne fino a mezzo milione di fedeli).
Il suo minareto, alto 267 metri, è il più alto del mondo.

## Storia
La realizzazione del progetto è stata affidata al gruppo germano-tunisino, Krebs Kiefef, e alla cinese, China State Construction Engineering. Esso è stato scelto tra i cinque progetti che erano stati ammessi alla fase finale su un lotto iniziale di 17. Gli altri progetti erano dei gruppi AS Architecture Studio (Francia), Atsp-Atkins (Francia e Gran-Bretagna) e Ipro-Plan (Germania) e Sarl Genidar (Iran). Il contratto è stato firmato nel luglio del 2008 in occasione della visita di Stato di Angela Merkel in Algeria. La costruzione della moschea è cominciata dal 16 agosto 2012 ed è stato completato il 29 aprile 2019, mentre l'inaugurazione si è tenuta nel novembre del 2020.

## Descrizione
Il nome con cui si fa ufficialmente riferimento alla moschea è Grande Moschea di Algeri, che peraltro coincide con quello della maggiore moschea storica della capitale, costruita in epoca almoravide (XI secolo), ma la denominazione corrente, recepita dalla quasi totalità della stampa, associa ad essa il nome del presidente algerino Abdelaziz Bouteflika, che viene considerato l'ispiratore di questo progetto, che non si è nascosto l'intenzione di superare, in grandiosità, la Moschea di Hassan II di Casablanca (Marocco). Quest'ultima infatti può contenere 105.000 fedeli ed ha il minareto di 210 metri, mentre la moschea algerina, che si estende su una superficie di 20 ettari, ne può accogliere 120.000 e ha un minareto di 265 metri, diventando il minareto più alto del mondo e la struttura religiosa più alta del mondo.

## Critiche
Il progetto ha suscitato critiche da più parti, sia per la grandiosità e la dispendiosità dell'opera (è stato approvato il più costoso dei progetti presentati, che prevedeva un costo di 54 miliardi di dinari contro i 28 del progetto meno costoso), sia per la localizzazione prescelta (Mohammadia, località a circa 10 km dal centro della capitale, in luogo di non facile accesso e nei pressi della foce dell'inquinatissimo e maleodorante torrente El Harrach). La località prescelta, inoltre, sarebbe a rischio sismico.
Forti polemiche arrivano anche dall’assegnazione dei lavori di costruzione alla ditta cinese China State Construction Engineering e dall'uso della manodopera cinese anziché quella locale, in un paese dove la disoccupazione supera anche il 30% tra i giovani.